# Dallas Lauderdale
Dallas Lauderdale (Solon, Ohio, 11 de septiembre de 1988) es un baloncestista estadounidense que actualmente se encuentra sin equipo. Con 2,03 metros de estatura, juega en la posición de ala-pívot.

## Trayectoria deportiva

### Universidad
Jugó cuatro temporadas con los Buckeyes de la Universidad Estatal de Ohio, en las que promedió 4,2 puntos, 3,5 rebotes y 1,5 tapones por partido. Ganó el NIT junto con su equipo en 2008, mientras que en 2010 fue incluido en el mejor quinteto defensivo de la Big Ten Conference.

### Profesional
Tras no ser elegido en el Draft de la NBA de 2011, fichó por una temporada por el equipo polaco del Turów Zgorzelec, en la que promedió 2,9 puntos y 3,4 rebotes por partido.
El 21 de septiembre de 2012 fichó por los Portland Trail Blazers, pero fue despedido un mes después, sin haber comenzado la temporada. En noviembre fue adquirido por los Idaho Stampede como afiliado de los Blazers, pero pocos días después una grave lesión hizo que fuera despedido, y que se perdiera la temporada entera. Justo un año después fue de nuevo adquirido por los Stampede, disputando la temporada completa como titular, en la que promedió 7,5 puntos, 8,7 rebotes y 3,1 tapones por partido, siendo el máximo taponador de la liga, con 119, y el que obtuvo mejor porcentaje de tiros de dos puntos, un 67,5%.
El 30 de octubre de 2016 fue elegido por los Fort Wayne Mad Ants en la primera ronda del Draft de la NBA D-League, siendo posteriormente traspasado a los Maine Red Claws a cambio de los derechos sobre Omari Johnson y Adam Woodbury.